# Rudnik-Kolonia
Rudnik-Kolonia – kolonia w Polsce położona w województwie lubelskim, w powiecie kraśnickim, w gminie Wilkołaz.
Należy do sołectwa Rudnik Szlachecki. Miejscowość położona jest przy drodze krajowej 19
W latach 1975–1998 miejscowość należała administracyjnie do województwa lubelskiego.
Wierni Kościoła rzymskokatolickiego należą do parafii Miłosierdzia Bożego w Rudniku Szlacheckim.